# Cantonul Prades
Cantonul Prades este un canton din arondismentul Prades, departamentul Pyrénées-Orientales, regiunea Languedoc-Roussillon, Franța.

## Comune
- Campôme
- Casteil
- Catllar
- Clara
- Codalet
- Conat
- Corneilla-de-Conflent
- Eus
- Fillols
- Fuilla
- Los Masos
- Molitg-les-Bains
- Mosset
- Nohèdes
- Prades (reședință)
- Ria-Sirach
- Taurinya
- Urbanya
- Vernet-les-Bains
- Villefranche-de-Conflent